# Шпак Василь Дем'янович
Васи́ль Дем'я́нович Шпак (11 листопада 1929, Чеснівка — †) — український майстер декоративного мистецтва, заслужений майстер народної творчості УРСР — 1990.

## Життєпис
Народився Василь Дем'янович Шпак 11 листопада 1929 року в селі Чеснівка, теперішньої Черкаської області. Спеціальної художньої освіти не отримав.
Творчий доробок — декоративна скульптура його авторства:
- «Бокораш» (1969),
- «Гуцул і коза» (1970),
- «Династія лісорубів» (1973),
- «Сусідки» (1974),
- «Партизани» (1975),
- «Перед полуднем» (1977),
- «На ярмарок» (1978),
- «Тарас Бульба» (1980),
- «Маляри» (1982),
- «Тил для фронту» (1985),
- «Коліївщина» (1988),
- «Воли» (1991),
- «Тарас Шевченко» (1992).

Жив і працював у Трускавці.